# Emmanuel Tuffour
Emmanuel Tuffour (* 2. Dezember 1966) ist ein ehemaliger ghanaischer Leichtathlet und mehrfacher Medaillengewinner bei Afrikaspielen.

## Sportkarriere
Nach einem zweiten Platz im 200-Meter-Lauf bei den Afrikameisterschaften 1988 hinter dem Nigerianer Davidson Ezinwa nahm Tuffour 1988 erstmals an Olympischen Spielen teil und schied im 100-Meter-Lauf im Viertelfinale aus. Bei den Afrikaspielen 1991 belegte Tuffour über 100 Meter den dritten Platz hinter Frankie Fredericks aus Namibia und hinter Davidson Ezinwa. Über 200 Meter gewann er Silber hinter Fredericks. Im Juni 1992 belegte Tuffour bei den Afrikameisterschaften den zweiten Platz über 200 Meter hinter dem Nigerianer Victor Omagbemi. Kurz darauf erreichte er bei den Olympischen Spielen 1992 in Barcelona dreimal das Halbfinale und verpasste über 200 Meter den Finaleinzug nur um eine Hundertstelsekunde.
1993 gelang ihm seine einzige Finalteilnahme bei einer weltweiten Meisterschaft als Einzelstarter, als er bei den Weltmeisterschaften 1993 den siebten Platz erreichte. Bei den Afrikaspielen 1995 belegte Tuffour über 100 Meter den zweiten Platz hinter Davidson Ezinwa. Über 200 Meter unterlag er dem Nigerianer Sunday Bada in 20,29 s nur um 0,01 Sekunden. Mit der ghanaischen 4-mal-100-Meter-Staffel gewann er Gold. Auch bei seiner dritten Olympiateilnahme 1996 in Atlanta blieb Tuffour eine Finalteilnahme versagt, erneut schied er dreimal im Halbfinale aus. 1997 gelang ihm bei den Weltmeisterschaften in Athen mit der Staffel der Finaleinzug und im Finale auf dem fünften Platz ein Landesrekord in 38,12 s.
Emmanuel Tuffour hatte bei einer Körpergröße von 1,78 m ein Wettkampfgewicht von 75 kg. Seine Bestzeit von 10,07 s über 100 Meter lief er 1994 in Schriesheim, seine 20,15 s über 200 Meter, die er 1995 in Johannesburg erzielte, waren und sind ghanaischer Landesrekord (Stand 2009).
Tuffour trainierte lange Jahre unter Eckard Schweiger in Bremen beim BTS Neustadt.